# Zuaque
Zuaque (Suaque, Suaqui, Çuaques) /od suua, =sredina + yaqui, =rijeka; rijeka u sredini, odnosi se na Rio Fuerte, Buelna./ ratoborno indijansko pleme iz grupe Cahita koje je u 16. i prvoj polovici 17. stoljeća obitavalo na donjem toku rijeke Río Fuerte u sjevernoj Sinaloi, Meksiko. Španjolski konkvistador Don Francisco de Ibarra tamo je 1564. utemeljio grad El Fuerte. Stalni napadi Cahita plemena, kao što su bili Zuaque, Cinaloa i Tehueco, natjerali su Španjolce da 1610. podignu utvrdu radi obrane od neprekidnih napada ovih borbenih plemena. Prema Hodgeu njihovu zemlju uz pomoć plemena Guasave osvojio je još 1601, guverner Hurdaide i objesio 40 vodećih ljudi. Andrés Pérez De Ribas, španjolski povjesničar i pionir među misionarima, posjetio je 1605.) Ahome i Zuaque, prve je pokrstio ali je dio Zuaqua ostao nepokršten i neprijateljski raspoložen. Kasnije su Zuaque pokoreni a na njihovom području nastao je današnji suvremeni grad El Fuerte. Zuaque su nestali ali njihovi rođaci Mayo i Yaqui nastavili su borbu protiv bijelaca sve do u dvadeseto stoljeće.

## Sela
Po imenu (Hodge) poznata su njihova naselja Mochicaui (danas grad) i San Miguel Zuaque. Po drugim podacima glavno središte bio je Mochicaui, a ostala dva Charay i Cigüini.

## jezik
Jezik zuaque pripada jezičnoj skupini Taracahitian, porodica Uto-Aztecan. Prema Hodgeu govorili su dijalektima vacoregue i tehueco.

## Vanjske poveznice
- Mochicahui (México) - Su evangelización y fundación como misión jesuita a partir de 1605